# Mauritiuskirche (Kirchrimbach)

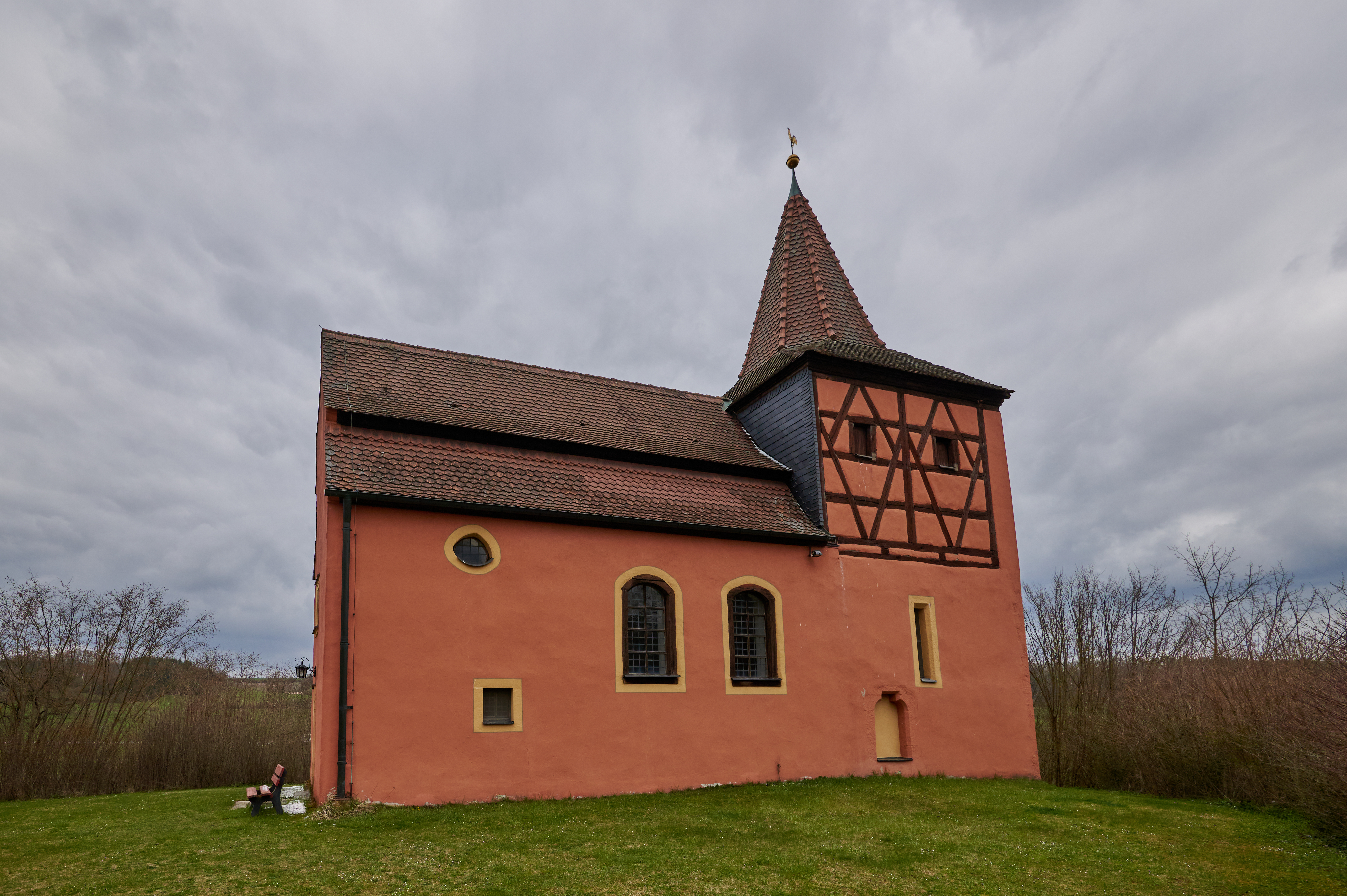
Die Mauritiuskirche von Süden

Die Marituskirche ist eine Kirche in Kirchrimbach, einem Gemeindeteil von Burghaslach im Landkreis Neustadt an der Aisch-Bad Windsheim. Sie gehört zu den bekanntesten historischen Sehenswürdigkeiten des Marktes. Aufgrund ihrer erhöhten Lage ist sie bereits von Weitem aus zu sehen. Die Kirche liegt am östlichen Rand des Ortes Kirchrimbach auf einem kleinen Hügel. Erreichbar ist die Kirche über die Straße „NEA 7“. Die Mauritiuskirche ist die frühere Kirche der Evangelisch-Lutherischen Kirchengemeinde Kirchrimbach. Seit dem Bau der Christuskirche im Ort finden dort nur noch gelegentlich Gottesdienste statt.

## Geschichte
Die erste schriftliche Erwähnung Kirchrimbachs stammt aus dem Jahr 1320. Für das Jahr 1336 ist erstmals eine capella St. Mauricien belegt. Aus dieser Zeit stammt der Sockel des Chorturms, welcher auf die erste Hälfte des 14. Jh. datiert. Das Fachwerkobergeschoss von 1681 ist deutlich später errichtet worden. Das Langhaus weist dieselbe Breite wie der Chorturm auf und wurde in den Jahren 1781/82 erbaut.
Die Kirche war ursprünglich eine Filiale der Pfarrei Burghaslach. Von 1580 bis 1633 war Kirchrimbach eine eigenständige Pfarrei, wurde aber bis 1765 erneut Fillie von Burghaslach. Seitdem ist Kirchrimbach eine eigene Pfarrei. Das Kirchenpatronat lag ab 1362 bei den Herren von Vestenberg, mit deren Aussterben 1687 ging es an die Herren von Münster über, 1783 schließlich an die Grafen von Castell.
Seit dem 18. Jh. sind regelmäßige Reparaturen und Umbauten in der Kirche belegt. In den 1720er wurden die Emporen erneuert. 1731/32 wurden ein neuer Dachstuhl aufgerichtet und eine hölzerne Tonnendecke im Langhaus eingebaut. Auch 1874 wurde die Kirche überholt.
Zu Beginn des 19. Jh. war die Mauritiuskirche für die Gemeinde zu klein geworden. 1853 wurde daher beschlossen, einen Kirchenneubau zu errichten. Die neugotische Christuskirche wurde 1903 am westlichen Dorfrand fertig gestellt.
Zwei glückliche Umstände verhinderten in der Folge den Abriss der Mauritiuskirche. In einer Entscheidung des Landesamts für Denkmalpflege aus dem Jahr 1905 heißt es: „Eine Innenarchitektur von Bedeutung und kunstvolle oder historisch interessante Einrichtungsgegenstände weist die alte Pfarrkirche nicht auf. Allein die charakteristische Gesamterscheinung der Außenarchitektur, insbesondere die für die dortige Gegend bezeichnende Dachform, und der landschaftliche Reiz, welchen die Kirche zusammen mit ihrem von Bäumen und Sträuchern reich bewachsenen Hügel für das Rimbachtal bietet, reichen vollständig aus, um vom Standpunkt der Denkmalpflege die Erhaltung des altehrwürdigen, dem Mittelalter angehörigen Gotteshauses, zu fordern.“ Des Weiteren wurde die Mauritiuskirche zu Beginn des 20. Jahrhunderts durch das Bild „Kirchlein in Franken“ des Jugendstilmalers Matthäus Schiestl weithin bekannt und brachte dem Bauwerk im Volksmund auch den Namen „Schiestl-Kirche“ ein.
1938 erfolgte eine Außenrestaurierung und die Emporen wurden entfernt. 1968 bekam die Kirche erneut einen neuen Dachstuhl. Irgendwann nach 1875 wurde auch die hölzerne Tonne durch eine Flachdecke ersetzt.
im Außenbereich der Kirche lassen sich noch die Reste der Mauer erkennen, welche den einst um die Kirche gelegenen Friedhof umfasste.

## Denkmal
Die Kirche ist in der Bayerischen Denkmalliste unter der Nummer D-5-75-116-34 mit folgender Beschreibung gelistet: „Alte Evang.-Luth. Pfarrkirche St. Mauritius, sog. Schiestl-Kirche, mittelalterliche Chorturmanlage, Langhaus mit Mansardsatteldach und massiver Rechteckturm mit Fachwerkobergeschoss und Zeltdach, Turm im Kern 14. Jh., Obergeschoss 1681, Langhaus 1731–32; mit Ausstattung“. Das Gelände um die Kirche ist zudem weitläufig unter der Nummer D-5-6229-0043 als Bodendenkmal geschützt. Die Beschreibung lautet „Mittelalterliche und frühneuzeitliche Befunde im Bereich der Evang.-Luth. Pfarrkirche St. Mauritius und des ehem. befestigten Friedhofs in Kirchrimbach“.